# الطفيلي اليهودي

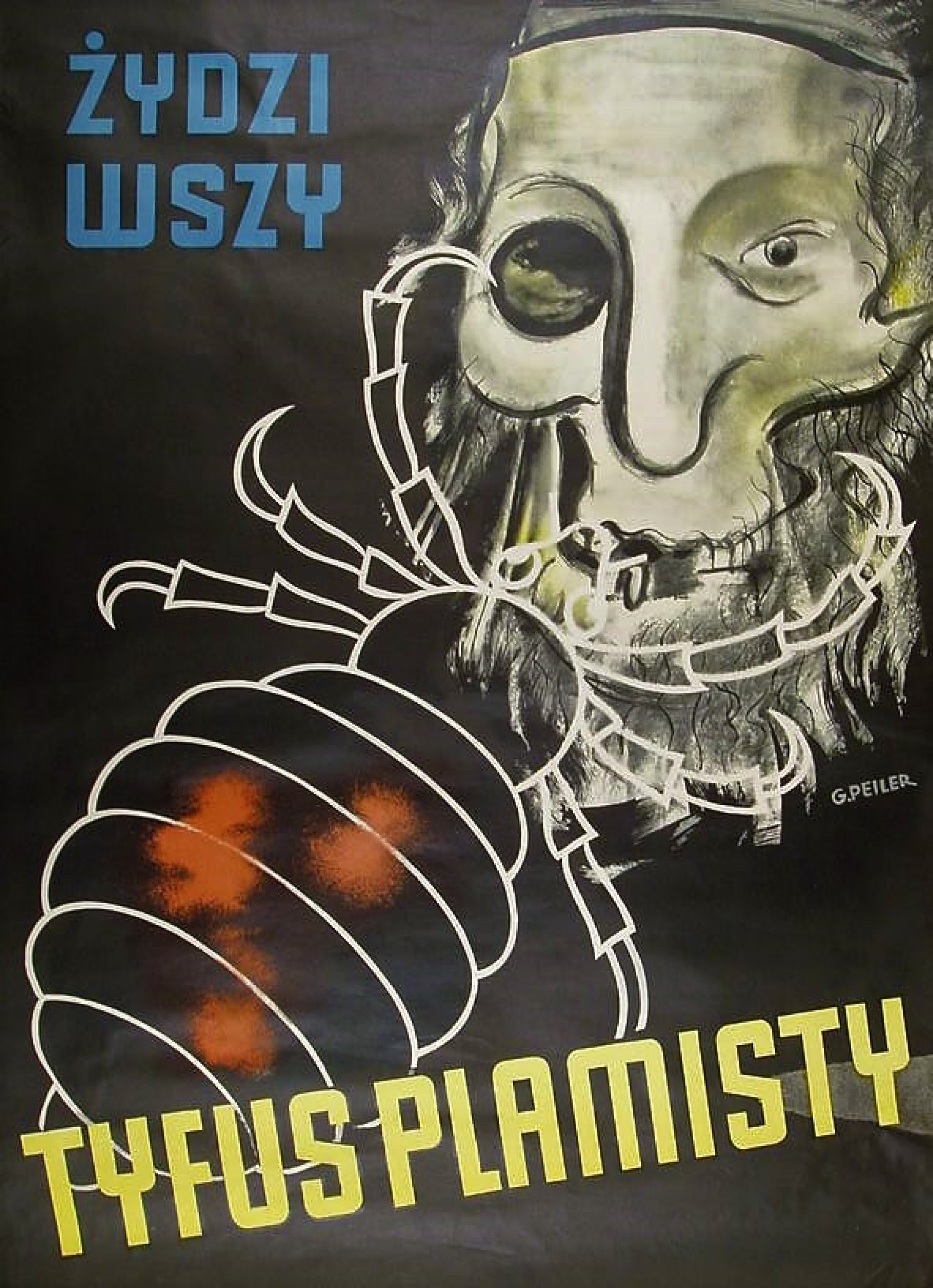
ملصق دعاية ألماني معاد للسامية ، مكتوب باللغة البولندية. يقول: "JEWS-LOUSE SPOTTED-TYPHUS" ، عُلقت في الشوارع البولندية في عام 1942 في بولندا المحتلة من قبل ألمانيا.

يعود استخدام مصطلح الطفيلي اليهودي (بالألمانية: Jüdischer Parasit)‏ إلى عصر التنوير. وهو يقوم على فكرة أن يهود الشتات غير قادرين على بناء دولة وبالتالي سيقومون بالهجوم على الدول والشعوب واستغلالها كالطفيليات – التي توصف في علم الأحياء بأنها كائنات أو «أجساد شعوب». غالبًا ما ترتبط هذه الصورة النمطية لليهود بمفهومي المرابي وفصل «الإبداع»، أي الإنتاج و«اليانصيب»، الذي يُعتبر رأس مال غير منتج (رأس مال مالي). في فترة ألمانيا النازية، عملت الحكومة على إضفاء الشرعية على عملية اضطهاد اليهود حتى حدوث الهولوكوست.
اتخذ بعض ممثلي الصهيونية أيضًا موقفًا معاكسًا. إذ اعتبروا أن أسلوب الحياة «الطفيلي» على الثقافات الأخرى ليس إلا نتيجة حتمية للشتات اليهودي وقارنوه بإقامة دولة يهودية كمثل أعلى.

## من التنوير إلى «الفورمرتس»
يمكن الرجوع إلى أقدم دليل على استخدام مصطلح «الطفيلي اليهودي» إلى القرن الثامن عشر. ويمكن العثور على سلائف، مثلما يشتبه المؤرخ الألماني الإسرائيلي أليكس بين، في مفهوم «اليهودي المرابي» في العصور الوسطى الذي يمتص دماء الشعب بحسب فرية طقوس القتل التي بموجبها يستخدم اليهود دماء الأطفال المسيحيين لأداء طقوسهم. وبالإضافة إلى ذلك – مثلًا في كتابات مارتن لوثر المعادية للسامية - يمكن إثبات فكرة أن اليهود مجرد ضيوف على أوروبا، وأن المسيحيين هم مضيفيهم، وقد تطور مفهوم هذه الكلمة فيما بعد ليُعبر عن فكرة الشعب المضيف المنكوب بسبب الضيوف الطفيليين. رفض فيلسوف التنوير الفرنسي فولتير (1694-1778) اليهود بشكل واضح إذ دعم فكرة حرمان اليهود من القدرة على تحقيق إنجازاتهم الثقافية الخاصة وتحقيق دولتهم الدائمة: واستشهد كدليل على ذلك ببناء هيكل سليمان الذي اضطر فيه سليمان وحيرام الأول إحضار بعض الحرفيين من لبنان، ثم النفي المزدوج (أولًا الأسر البابلي بعد عام 597 قبل الميلاد ثم الشتات اليهودي بعد طرد الرومان عام 135 ميلادي). إلى جانب أن كتاب التوراة بأكمله هو عبارة عن مجموعة من الاقتباسات من مصادر شرقية قديمة.

كتب عالم اللاهوت والفيلسوف الألماني يوهان جوتفريد هردر (1744-1803) وهو ممثل هام لحركة فايمار الكلاسيكية، في الجزء الثالث من أفكاره عن فلسفة تاريخ البشرية عام 1791:
«شعب الله المختار، الذي منحته السماء نفسها أرضًا ذات يوم، ليس إلا طفيلي على قبائل الأمم الأخرى منذ آلاف السنين، تقريبًا منذ خلقه؛ هم مجرد عرق من المفاوضين الأذكياء في جميع أنحاء العالم الذين، على الرغم من جميع ممارسات القمع ضدهم، لا ينتمون لأي مكان للحفاظ على كرامتهم ووطنهم، أو الحفاظ على أرضهم».

- يوهان جوتفريد هردر، كتاب أفكار حول فلسفة تاريخ البشرية، الجزء الثالث، الكتاب الثاني عشر: العبرانيين
يمكن العثور على مقطع مطابق تمامًا لهذا في الجزء الرابع من الكتاب ذاته. وعلى اعتبار هردر، الخبير البارز في العهد القديم واليهودية القديمة، فيلسوف عصر التنوير، فإن تفسير هذه المقاطع يُعتبر مثيرًا للجدل: وفقًا للباحث المعادي للسامية ليون بولياكوف، فإن هردر «قد توقع تصريحات العنصريين من الأجيال القادمة». يعتقد الباحث الأدبي الألماني كلاوس بيرغان أن تعاطف هردر قد اقتصر على اليهودية القديمة فقط: ومن ناحية أخرى، عارض هردر الوجود اليهودي بالكامل. يرى الألماني البولندي إميل أدلر - نظرًا للملاحظات الإيجابية على اليهودية - أن هردر أراد فقط وضع «دفاعيات متوازنة»: بالإضافة إلى أنه قارن صيغ التنوير النقدية مع الأفكار الأرثوذكسية المحافظة وبالتالي إضعافها لكيلا يُعرّض منصبه كمشرف عام للكنيسة اللوثرية في فايمار إلى الخطر. يُشير الألماني أرندت كريمر إلى أن هذه الصور اللغوية في القرن الثامن عشر «لم تُستخدم بعد في حد ذاتها لأغراض معاداة السامية». وهو يناقضها مع حجج هردر بأن الجرائم المزعومة لليهودية يمكن تفسيرها من خلال حركة شرعية معاداة اليهود في عصره، والتي وصفها بأنها «بربرية»: «لن تجادل أي حركة لاحقة تابعة لحركة فولكيش الشعبية في مثل هذه الجرائم».

في عام 1804، في عمل معادي لليهود من قِبَل كاتب التنوير الألماني فريدرش بوشولز (1768-1843)، استعرض المدقق استعارة لليهود على أنهم «نبتة طفيلية تتشبث باستمرار بشجيرة كريمة وتغذي نفسها منها». في عام 1834، استُخدمت هذه الاستعارة ضد التحرر اليهودي في مقال نُشر في صحيفة دير كانونيش فاختر: سوف يشكل اليهود «طاعونًا طفيليًا حقيقيًا للشعوب التي تحيط بهم». في هجومه ضد التحرر اليهودي، عبَّر القس البروتستانتي روبرت هاس عن النبتة الطفيلية التي كان المقصود بها هذا بشكل ملموس في هجومه:
«وفقًا لهذا، فإن اليهود هم نبتة خبيثة حقيقية على شجرة الدولة، وبقدر ما نضمن انحلال جميع الشوائب منها وزوال جميع النباتات الخبيثة فإن هذه الشجرة سوف تزدهر بقوة وستؤتي ثمارها الغنية بالنعمة».

- روبرت هاس

## اليسارية المعادية للسامية في القرن التاسع عشر
وُجدت فكرة الطفيلية الاجتماعية - بمعناها المجازي - منذ فترة طويلة في الفكر الاشتراكي. وقد تم تبني المصطلح من الطبقة الفيزيوقراطية في القرن الثامن عشر من تجار الحضر وصاحبي الحرف اليدوية الذين أطلق عليهم اسم «الطبقة العقيمة» على عكس المزارعين المنتجين.  يصف الاشتراكي الخيالي الفرنسي شارل فورييه (1772-1837) على سبيل المثال غالبية الخدم والنساء والأطفال بأنهم «طفيليات منزلية»، والذين أضاف إليهم «الطفيليات الاجتماعية» وعلى وجه التحديد التجار والبحارة. أضاف فورييه اليهود أيضًا إلى طبقة السكان «غير المنتجين». في كتابه اليهود، ملوك العصر: تاريخ النظام الإقطاعي الرأسمالي، عرَّف تلميذه ألفونس توسينيل (1803-1885) «الاسم المحتقر لليهود» بأنه «أي تاجر أموال وأي طفيلي غير منتج يتغذى على الآخرين. بالنسبة لي، اليهود والمرابون وتجار الأموال هي مجرد مرادفات».

أشار الاشتراكي بيير جوزيف برودون (1809-1865) إلى فكر فورييه المعادي للسامية واتهمه بالمزيد من القوالب النمطية. ولذلك، اتهم فورييه اليهود بصلب يسوع وتأسيس الكنيسة الرومانية الكاثوليكية التي رفضها برودون إلى جانب السعي من أجل السيطرة على العالم وبكون اليهود «عرق بشري» لا يمكن استيعابه ثقافيًا. اعتمد فورييه بوصفه هذا على فيلسوف الدين إرنست رينان (1823-1893)، الذي كان يرى أن اللغة العبرية غير قادرة على صياغة المفاهيم المجردة وبالتالي غير قادرة على استيعاب فلسفة ما وراء الطبيعة. بصورة عامة، رأى برودون اليهود كرموز للرأسمالية مثلما كتب عام 1860:
«يبقى اليهود يهودًا وعرقًا طفيليًا وعدوًا للعمل إذ ينغمس في جميع عادات التجارة الفوضوية والكاذبة والمضاربة في البورصة وتحقيق الأرباح. إن كل التجارة بين أيدي اليهود؛ فبدلًا من أن يكونوا ملوكًا أو أباطرة، كانوا أصحاب السيادة في ذلك الوقت».

-بيير جوزيف بوردون، حياته وفكره، 1809 – 1849.
من هذا خلَّص بوردون في عام 1847 إلى أنه يجب إما طرد اليهود إلى آسيا أو تدميرهم بالكامل.
شهد الاشتراكي الفرنسي ألبرت ريجنارد (1836-1903) مقارنات عام 1890 بين التضاد في الانتماءات الرأسمالية والبروليتارية من جهة واليهود والجنس الآري من جهة أخرى. أطلق الروسي ميخائيل باكونين المنتمي إلى اللاسلطوية (1814-1876) على اليهود اسم «طائفة استغلالية وشعب من العلقيات وكائنات طفيلية» عام 1871. إذ كانوا تحت قيادة كارل ماركس أو عائلة روتشيلد، اللذان كرههما باكونين بنفس القدر. وفقًا للعالم السياسي كلاوس فون بيمي، فإن هذا يبين أن معاداة باكونين للسامية لم تكن ذات دوافع عنصرية بل كانت معادية للرأسمالية.
في حين أيَّدت الحركة الميثاقية البريطانية بشكل عام المطالبة اليهودية بالمساواة، فإن الوضع مختلف من حيث دورها الاقتصادي. وقد ندَّد مؤيدي الحركة الميثاقية باليهود باعتبارهم طفيليات ورموزًا للاستغلال بكونهم سيتضافرون مع أعدائهم من الطبقة العاملة الآخرين.